# Momentum (Kongress)

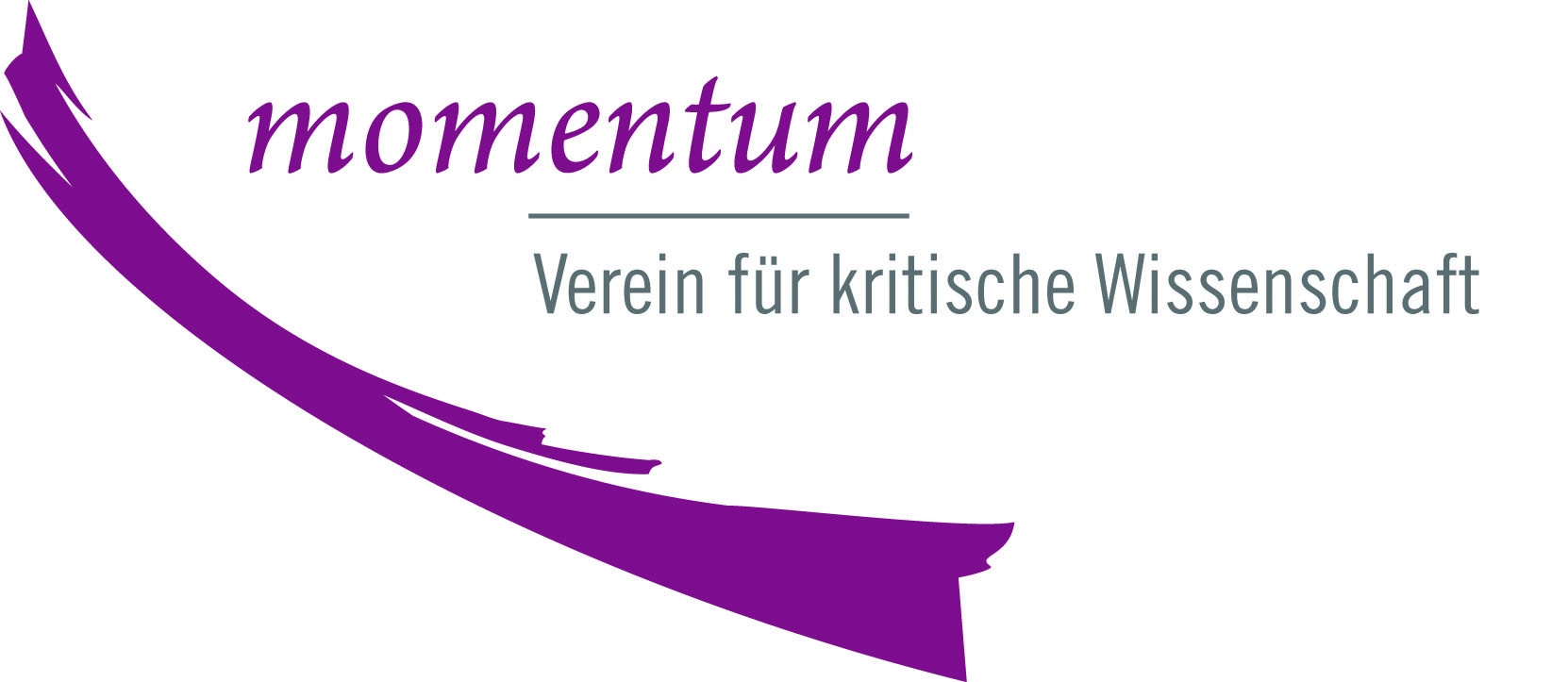
Momentum Logo

Momentum (Kongress) ist eine politische und wissenschaftliche Konferenz in Hallstatt (Oberösterreich). Es handelt sich um ein mehrtägiges, interdisziplinäres Symposium mit Teilnehmern aus Wissenschaft, Politik und Praxis aus dem deutschsprachigen Raum.
Auf dem jährlichen Kongress werden mehrere Themen in zeitgleich stattfindenden Tracks (Workshops) abgehandelt. Im Vorfeld wird in einem call for papers zum Verfassen von Beiträgen aufgefordert. Zur Eröffnung des Kongresses werden Plenarvorträge (Keynotes) dargeboten, das Rahmenprogramm umfasst Podiumsdiskussionen und Lesungen. Die Tagungsbände des Kongresses erscheinen im Braumüller Verlag, die einzelnen Beiträge sind größtenteils auch Open Access online zugänglich. Außerdem werden ausgewählte Beiträge in der Zeitschrift Momentum Quarterly oder als Policy Paper veröffentlicht.

## Momentum08: Gerechtigkeit
Der Kongress, der mit rund 170 Teilnehmern von 25. bis 27. September 2008 in Hallstatt stattfand, behandelte politische und wissenschaftliche Fragestellungen rund um das Thema Gerechtigkeit. Wissenschaftlicher Leiter war der Linzer Sozialwissenschafter Josef Weidenholzer. Die politische Leitung übernahm die ehemalige ÖH-Vorsitzende Barbara Blaha.
Das Themennetzwerk „Gerechtigkeit und Finanzpolitik“ umfasste die Tracks
- Steuer- und Transfergerechtigkeit
- Gerechte Altersvorsorge
- Globale und Ökologische Gerechtigkeit.

Das Themennetzwerk „Gerechtigkeit und Bildungspolitik“ umfasste die Tracks
- Soziale Inklusion durch Bildung
- Freies Wissen vs. Digital Divide
- Bildungsphilosophie

Das Themennetzwerk „Gerechtigkeit und Sozialpolitik“ umfasste die Tracks
- Gesundheitssystem und Pflegeversorgung
- Öffentliches Eigentum und kommunale Verantwortung
- Armutsbekämpfung

Zu den Vortragenden, Track-Leitern und Gästen zählten unter anderen Friedhelm Hengsbach, Franziska Drohsel, Markus Beckedahl, Franz Nuscheler und Erica Fischer.

## Momentum09: Freiheit
Von 22. bis 25. Oktober 2009 hat der Kongress mit rund 200 Teilnehmern das Thema Freiheit in folgenden Netzwerken bearbeitet:
Das Netzwerk „Freiheit, Recht und Gesetz“ bestand aus den Tracks
- Datenschutz, Persönlichkeitsrechte und Digitale Demokratie
- Recht und Geschlecht
- Freiheit durch Strafe?

Das Themennetzwerk „Freiheit, Wirtschaft und soziale Sicherheit“ umfasste die Tracks
- Arbeitsformen und Arbeitszufriedenheit
- Freier Handel
- Wohnen, Urbanisierung und Raumplanung

Das Netzwerk „Freiheit, Kultur und Demokratie“ umfasste die Tracks
- Migration zwischen Freiheit und Anpassung
- Demokratie unter Druck
- Bildung und Demokratie

Zu den Diskutierenden, Track-Leitern und Gästen zählten unter anderen Ulrich Brand, Ruth Becker, Markus Marterbauer, Alois Guger, Robert Misik, Josef Ackerl und der Schriftsteller Robert Griesbeck.

## Momentum10: Solidarität
Der Kongress Momentum10 zum Thema Solidarität hat von 21. bis 24. Oktober 2010 mit rund 250 Teilnehmern wieder in Hallstatt stattgefunden.
In den Tracks wird unter anderem die Frage nach den Voraussetzungen für eine solidarische Gesellschaft gestellt.
Themennetzwerk „Solidarische Wirtschaftspolitik“ umfasst die Tracks
- Verteilung und Umverteilung
- Transnationale Solidarität: Die Zärtlichkeit der Völker
- Arbeitsrecht und Arbeitsverhältnisse

Themennetzwerk „Solidarität organisieren“ besteht aus den Tracks
- Zukunft der Gewerkschaften
- Community Organizing und Graswurzel-Bewegungen
- Demokratische Organisationen in Wirtschaft und Politik: Von Lokal bis Global

Themennetzwerk „Solidarität und Gesellschaft“:
- Zukunft des Wohlfahrtsstaates
- Hegemonie in der Mediengesellschaft
- Was ist Solidarität?

Zu den Diskutierenden, Track-Leitern und Gästen zählten unter anderen Ulrich Brand, Klaus Dörre, Helene Schuberth, Ulrich Steinvorth und Alex Demirović.

## Momentum11: Gleichheit
Der Kongress Momentum11 zum Thema Gleichheit hat von 27. bis 30. Oktober 2011 stattgefunden. Tagungsort war wieder Hallstatt.
In den Tracks wurde unter anderem die Frage nach den Voraussetzungen für eine gleiche Gesellschaft gestellt.
Themennetzwerk Gleichheit, Verteilung und Wirtschaft
„Ungleichheit zersetzt die Gesellschaft.“ Kate Pickett
- Öko-soziale Globalisierung
- Banken, Bücher und Bilanzen
- Wege zu Gleichheit und Glück

Themennetzwerk Gleichheit, Diskurs und Kultur
„Je mehr man sich von der Gleichheit entfernt, desto mehr verändern sich die natürlichen Empfindungen.“ Jean-Jacques Rousseau
- Geschichte(n) zwischen Herrschaft und Subversion
- Was ist Gleichheit?
- Gleichheit fordern!

Themennetzwerk Gleichheit, Recht und Diskriminierung
„Gleiche werden wir als Glieder einer Gruppe, in der wir uns Kraft unserer Entscheidung gleiche Rechte gegenseitig garantieren.“ Hannah Arendt
- Gleichheit im Recht
- Feministische Strategien
- Die Rolle von Bildung für eine egalitäre Gesellschaft

Zu den am Kongress teilnehmenden Persönlichkeiten zählten Elfriede Hammerl, Gertraud Jahn, Günther Ogris, Katja Kullmann, Markus Marterbauer und Birgit Sauer.

## Momentum12: Demokratie
Der Kongress zum Thema Demokratie fand von 27. bis 30. September 2012 statt. Tagungsort war Hallstatt in Oberösterreich.
In den 10 Tracks wurde die Frage nach den Voraussetzungen für eine demokratische Gesellschaft gestellt.
Themennetzwerk "Demokratie denken"
- Demokratie in Kunst und Kultur
- Eliten, Herrschaft und Demokratie
- Recht, Freiheit und Demokratie

Themennetzwerk "Demokratie bewegen"
- Bildung und Demokratie: Demokratie lernen
- Demokratie organisieren
- Parteiendemokratie organisieren
- Demokratiebewegungen

Themennetzwerk "Soziale Demokratie"
- Demokratie und Ökonomie
- Demokratische Konsumkultur?
- Demokratie und Verteilung im Wohlfahrtsstaat

## Momentum13: Fortschritt
Der Kongress zum Thema Fortschritt fand von 17. bis 20. Oktober 2013 am Tagungsort Hallstatt in Oberösterreich statt.

## Momentum14: Emanzipation
Der Kongress zum Thema Emanzipation fand von 16. bis 19. Oktober 2014 am Tagungsort Hallstatt in Oberösterreich statt.

## Momentum15: Kritik
Der Kongress zum Thema Kritik fand von 22. bis 25. Oktober 2015 in Hallstatt statt. Die Eröffnungsrede hielt Anatol Stefanowitsch.

## Momentum16: Macht
Der Kongress beschäftigte sich von 13. bis 16. Oktober 2016 mit Macht – die Rede zur Eröffnung es Kongresses steuerte Julia Friedrichs bei.

## Momentum17: Vielfalt
Der Kongress zum Thema Vielfalt fand von 19. bis 22. Oktober 2017 in Hallstatt in Oberösterreich statt. Es wirkten mit: Noah Sow, Florian Aigner und Hanna Herbst.

## Momentum18: Klasse
Am Kongress von 10. bis 13. Oktober 2018 zum Thema Klasse hielt Ulrike Herrmann die Eröffnungsrede und Stefanie Sargnagel eine Lesung.

## Momentum19: Widerspruch
Der 2019er-Kongress fand vom 10. bis 13. Oktober statt. Zum Thema Widerspruch trafen sich etwa 250 Teilnehmer. Wichtige Inputs kamen von Barbara Blaha, Ingrid Brodnig, Ulrike Haidacher und Corinna Milborn.

## Momentum20: Republik
Vom 16. bis 17. Oktober 2020 trafen sich ca. 150 Teilnehmende online. Wichtige Beiträge kamen von Barbara Blaha und Aladin El-Mafaalani.

## Momentum21: Arbeit
Der Kongress vom 14. bis 17. Oktober 2021 beschäftigte sich mit dem Thema Arbeit. Es gab ca. 250 Teilnehmende. Wichtige Beiträge kamen von Barbara Blaha, Barbara Prainsack, Jörg Flecker und Kim Kadlec.

## Momentum22: Transformation
Vom 13. bis 16. Oktober 2022 findet der nächste Kongress zum Thema Transformation statt.